# Bruhathkayosaure
El bruhathkayosaure (Bruhathkayosaurus, 'llangardaix de cos enorme') és un gènere de dinosaure sauròpode titanosàurid que va viure a la fi del període Cretàcic al Maastrichtià, fa 70 milions d'anys en el que és avui el subcontinent indi. El seu nom prové del sànscrit bruhath (बृहत) 'gran', 'pesat', i kāja (काय) 'cos', més el tradicional sufix grec sauros, llangardaix. Pot haver estat el gènere de dinosaure més gran descobert fins ara. Estimacions recents indiquen una massa d'entre 110 a 130 tones, però possiblement més, i 40 metres de longitud
No obstant això aquesta asserció està envoltada de forta controvèrsia i en discussió: totes les estimacions es basen en el paper original de Yadagiri i d'Ayyasami de 1989, que va anunciar la troballa. La seva descripció tècnica és tan pobra que els autors el van classificar originalment com a dinosaure teròpode, un membre d'un grup gran de dinosaures bípedes carnívors que inclou al Tyrannosaurus; però una revisió de les seves dades en 1995 va revelar que les restes haurien pertangut realment a un sauròpode (específicament, un titanosàurid), un membre d'un grup molt divers de dinosaures herbívors quadrúpedes de llargs colls i cues, com l'argentinosaure. En 2006, la primera referència publicada de Bruhathkayosaurus com a sauròpode va aparèixer en una publicació sobre vertebrats malgaixos feta per David Krause i col·legues.

## Descobriment
El Bruhathkayosaurus va ser trobat prop de l'extremitat meridional de l'Índia, específicament en el districte de Tiruchirapalli del Tamil Nadu, al nord-est del llogaret de Kallamedu. Va ser recuperat de les roques de la formació de Kallamedu, que es daten a l'etapa de la fauna de Maastrichtià del període Cretàcic. El suposat animal hauria viscut cap al final de l'era Mesozoica, fa prop de 70 milions d'anys.
Les restes fossilitzats inclouen els ossos del maluc (l'ili, d'1,2m, i l'isqui), un fèmur parcial (s'estima que complet faria 3,1m de llarg), una tíbia completa (de 2m de longitud), d'un avantbraç (radi), i d'un os de la cua (vèrtebres, específicament un centre caudal platicel). Per comparar mides, la tíbia de l'Argentinosaurus és de 1555mm, la del Patagotitan de 1240mm (estimat), la del Dreadnoughtus de 1200 i la del Futalognkosaurus de 1100. El fèmur del patagotitan és de 2380mm, el del Dreadnoughtus 1910mm i el del Futalognkosaure 1980mm. S'ha considerat que la tíbia i el fèmur eren troncs petrificats i que la tíbia era un fèmur degradat. Pel què se sap dels estudis més recents, l'ili i l'isqui trobats serien d'un abelisàrid (un teròpode) d'uns nou metres ja que té unes mesures diferents als altres fòssils. Això porta a un problema essencial, perquè els fòssils originalment assignats a l'espècie són els que segurament són part d'un teròpode. D'altra banda, la tíbia és especialment gran per la mida del fèmur (amb unes proporcions semblants al de l'Antarctosaurus giganteus), cosa que ha portat a conjecturar.
El material es va degradar al poc temps de ser trobat i no en queda res. L'animal ha estat objecte de controvèrsia al llarg dels anys. El 2022 es van fer públiques fotografies del material original que han contribuit a donar més validesa al Bruhathkayosaure, deixant-se enrere suposicions anteriors.

## Dimensions
Quan Bruhathkayosaurus encara era considerat com un teròpode, se li adjudicaven uns 18 a 20 m de llarg, i un pes d'11 a 15 tones. Aquestes dimensions són substancialment majors que fins i tot les dels carnívors terrestres considerats més grans, com el Giganotosaurus, Tyrannosaurus, Spinosaurus i Carcharodontosaurus. No es creu que cap d'aquests depredadors gegants hagi excedit els 15 metres en longitud.
Des que el B. matleyi va ser reclassificat com a titanosàurid, es va especular sobre la seva gran grandària, però a causa que en el seu moment no es van publicar estimacions de la grandària de Bruhathkayosaurus, només alguns investigadors i paleontòlegs han suggerit algunes estimacions temptatives a Internet. Una estimació inicial de Mickey Mortimer va indicar que Bruhathkayosaurus va poder haver assolit 40–44 metres de llarg i haver pesat entre 175–220 tones. Tanmateix, més tard Mortimer va renegar d'aquestes estimacions, reduint la longitud estimada del Bruhathkayosaurus a 28–34 metres i va declinar de proveir una nova estimació de pes, descrivint la seva antiga estimació com a incorrecta.
En un article de maig de 2008 en el weblog Sauropod Vertebra Picture of the Week, el paleontòleg Matt Wedel va usar una comparació amb l'argentinosaure i calculà el peso del Bruhathkayosaurus en més de 139 tones. El 2019, Gregory S. Paul va suggerir que la suposada tíbia era probablement un fèmur degradat, en aquest cas la seva longitud era lleugerament superior a la de Dreadnoughtus (1,91 metres) i Futalognkosaurus (1,98 metres). El seu ilion és de longitud similar a la de Dreadnoughtus, mentre que l'amplada del fèmur distal sembla que supera lleugerament la de Patagotitan. Paul va estimar la seva massa al voltant de 30–55 t, molt inferior a qualsevol estimació anterior. L'any 2020, Molina-Perez i Larramendi van suggerir que la tíbia de 2 m de llarg és probablement un peroné, i van estimar la mida de l'animal en 37 m i 95 tones mètriques.
Per comparació, s'estima que el titanosàurid Argentinosaurus assolia 34.6 metres de llarg, i hauria pesat unes 80 tones. Un altre gran titanosàurid, Paralititan, probablement feia uns 31.9 metres de llarg i pesaria unes 65–80 tones segons estudis anteriors. Tots aquests sauròpodes són coneguts només per restes fragmentàries, per la qual cosa les seves estimacions de magnitud física són incertes. La longitud es calcula en comparar els ossos amb els seus corresponents en dinosaures similars, els quals són coneguts d'esquelets més complets i es realitza una extrapolació isomètrica. Tanmateix aquesta extrapolació mai no pot ser més que especulació informada i la longitud de la cua, en particular, és amb freqüència molt difícil de determinar. Determinar la massa és fins i tot més difícil, perquè hi ha molt poca evidència de teixits fòssils que perdurin en el registre fòssil. Addicionalment, l'extrapolació isomètrica es basa en el cas que les proporcions del cos romanen iguals, la qual cosa no és necessàriament el cas. En particular, les proporcions dels titanosàurids no són ben conegudes, a causa del limitat nombre d'exemplars relativament complets.
Paul i Larramendi (2023) van suggerir que Bruhathkayosaurus podria haver pesat entre 110 i 170 tones, tot i que van afirmar que una estimació plausible està entre 110 i 130 tones. Van donar uns 40 metres de longitud. Escalant de la tíbia obtenien entre 150 i 240 tones (170 de l'Argentinosaure i 240 del Patagotitan). Escalant del fèmur els resultava entre 110 i 140 tones. Els autors van considerar que qualsevol estimació de més de 170 tones era improbable. No obstant això, Paul va subratllar que la idea d'aquests "super-sauròpodes" o "balenes terrestres" no és tan descabellada com es podria pensar, donat el llarg període d'existència dels sauròpodes, així com el seu pla corporal molt eficient (és a dir, caps petits, cos gran, sacs d'aire ventilats eficients, músculs i estructura òssia forta i flexible i gran font d'aliment). S'indica que sauròpodes totalment gegantins de més de 150 tones, com Bruhathkayosaurus i Maraapunisaurus, estan en el regne de la possibilitat.
Si les estimacions de grandària per Bruhathkayosaurus són encertades, els únics animals que se li aproximarien en grandària són el rorqual blau, un altre sauròpode fragmentari, Maraapunisaure (~80-120t), i algun ictiosaure gigantí encara més fragmentari (com el "colós d'Aust" de ~110-300t). La mitjana de massa d'aquests immensos cetacis és d'entre 84 i 130 tones depenent del sexe i de la zona i entre 20 i 26 metres de promig. Les femelles de rorqual blau adults poden atènyer prop dels 30 metres de llarg, la qual cosa és una mica més curt que el Bruhathkayosaurus, però més gran en quant a massa, sent l'exemplar major pesat, de 176 tones, encara que s'afirma que podrien arribar a més de 200 tones.

## Classificació
Si es considera l'autenticitat de la troballa, el gènere Bruhathkayosaurus tindria actualment només una espècie coneguda, el B. matleyi, aquella que va ser descrita erròniament per Yadagiri i Ayyasami en 1989 (i no en 1987, com algunes fonts indiquen erròniament).
Va ser classificat originalment com carnosaure (com l'al·losaure), un subgrup dels teròpodes. Chatterjee en 1995 el reclassificà com a titanosàurid. La reclassificació va ser basada en la grandària massiva dels membres, i l'estructura de la pelvis.
La publicació original descriu petites característiques en el diagnòstic, que van ser inferides solament a partir d'algunes línies dibuixades. Això ha conduït a l'especulació que els ossos podrien realment ser fusta fossilitzada, idea derivada de que els descobridors originals de Sauroposeidon van estar convençuts inicialment que presenciaven les restes fossilitzades d'un arbre.